# Ярмоленко, Андрей Николаевич
Андре́й Никола́евич Ярмо́ленко (укр. Андрій Миколайович Ярмоленко; род. 23 октября 1989, Ленинград) — украинский футболист, атакующий полузащитник киевского «Динамо» и капитан сборной Украины. Участник четырёх чемпионатов Европы (2012, 2016, 2020 и 2024). Рекордсмен сборной Украины по количеству сыгранных матчей и второй бомбардир в истории сборной.

## Биография
Родители Андрея родом из села Смолянка Куликовского района Черниговской области. После свадьбы мать уехала работать в Ленинград, где к ней присоединился отец Андрея. Во время пребывания в Ленинграде у них родился Андрей. Через три года семья вернулась к себе на родину в Чернигов, приобрела дом.
По воспоминаниям матери, Андрей начал играть с мячом с четырёх-пяти лет. Однажды Ярмоленко увидел тренер Николай Липовый и пригласил его в футбольную школу, став его первым наставником. В секцию ходило много друзей Андрея из школы и двора, но вскоре большинство бросили тренировки, а Андрей продолжал их посещать. В ДЮФЛ выступал за черниговскую «Юность». В возрасте 13 лет поступил в футбольную академию киевского «Динамо», но не выдержав конкуренции через год вернулся в Чернигов.

## Клубная карьера

### «Динамо» (Киев)

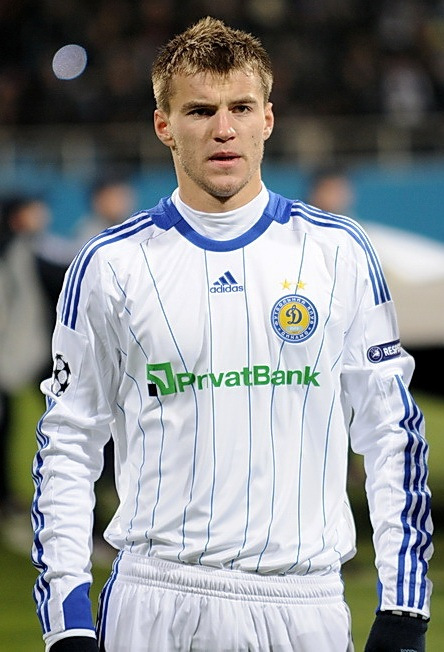
Ярмоленко в составе «Динамо» (Киев), 2009 год

В «Динамо» перешёл из черниговской «Десны» в январе 2005 года. Началось всё с интервью тогда главного тренера киевского «Динамо» Анатолия Демьяненко: «Кстати, мне тут недавно сообщили, что в 130 километрах под Киевом наши селекционеры нашли мальчика, которого специалисты уже сейчас называют вторым Шевченко». Впоследствии Ярмоленко получил прозвище «Мальчик с 130 километра». Однако под руководством Демьяненко Андрей так и не дебютировал в основной команде. Первые два года Андрей выступал за «Динамо-2». В своём первом сезоне за вторую команду, под руководством Юрия Калитвинцева и Геннадия Литовченко, нападающий забил четыре мяча в 15 матчах, а в сезоне 2007/08 — шесть в 22. В это же время Ярмоленко иногда выступал и в дублирующем составе, в 13 матчах отличившись восемь раз. Дебютировал в главной команде «Динамо» 11 мая 2008 года в матче против полтавской «Ворсклы». Стал игроком основного состава «Динамо», когда главным тренером стал Валерий Газзаев. Газзаев преимущественно применял схему 4—3—3, в которой Ярмоленко играл на позиции левого нападающего. В тренировочных играх Газзаев несколько раз пробовал Ярмоленко на позиции левого защитника. Несмотря на эти пробы, Ярмоленко продолжил играть в атаке.
В официальных играх Ярмоленко поначалу не впечатлял своей игрой. Несмотря на критику, Газзаев продолжал доверять молодому игроку место на футбольном поле, а Ярмоленко постепенно начал оправдывать доверие тренера. После улучшения игры Ярмоленко его место в основном составе перестало оспариваться. Он остался игроком стартового состава и при Олеге Лужном, и при Юрии Сёмине.
В 2011 году принял участие в чемпионате Европы среди молодёжных команд, который проходил в Дании. Забил за календарный год на внутренней арене 15 мячей и три за национальную сборную. Стал лучшим футболистом Украины по версии газеты «Команда». В опросе газеты «Украинский футбол», по итогам которого определился лучший «Лучший игрок Украины-2011», Ярмоленко, набравший по итогам голосования 272 очка, занял второе место, уступив Андрею Воронину.
В апреле 2015 года появилась информация о том, что руководство «Пари Сен-Жермен» связалось с новым агентом футболиста Мино Райолой о возможном переходе во французский клуб. В том же месяце британские издания talkSport и TMW сообщили об интересе к украинскому полузащитнику со стороны лондонского «Челси». Летом 2015 года слухи об уходе Ярмоленко из «Динамо» возобновились — появилась информация, что «Сток Сити» сделал предложение в 20 млн евро, но игрока не отпустили, хотя Ярмоленко заявил, что ему было бы интересно попробовать себя в английской премьер-лиге. Ещё одним претендентом на игрока стал «Эвертон». 21 августа появилась информация, что «Эвертон» согласовал финансовые условия перехода Ярмоленко, сумма трансфера составит 15 миллионов фунтов, а контракт будет рассчитан на 4 года. Однако по итогам летнего трансферного окна Ярмоленко остался в «Динамо». В октябре 2015 года Ярмоленко продлил контракт с «Динамо» на пять лет — до 14 октября 2020 года.

### «Боруссия» (Дортмунд)
28 августа 2017 года подписал контракт с дортмундской «Боруссией» до 2021 года. Сумма трансфера составила 25 миллионов евро. В новом клубе играл под номером «9».
9 сентября 2017 года дебютировал за «Боруссию» в игре третьего тура против «Фрайбурга» выйдя на замену на 80 минуте вместо Марио Гётце. Свой первый гол в Бундеслиге забил 30 октября 2017 года в матче против «Аугсбурга» (2:1). 13 сентября забил свой первый мяч в матче Лиги чемпионов за дортмундскую «Боруссию» в игре против «Тоттенхэма» (1:3). Газета «Bild» назвала Ярмоленко лучшим новичком Бундеслиги и лучшим игроком на старте чемпионата Германии. Всего в сезоне 2017/18, несмотря на травмы, Ярмоленко принял участие в 26 матчах во всех турнирах и набрал 12 очков по системе «гол+пас» (6 голов и 6 голевых передач).

### «Вест Хэм Юнайтед»

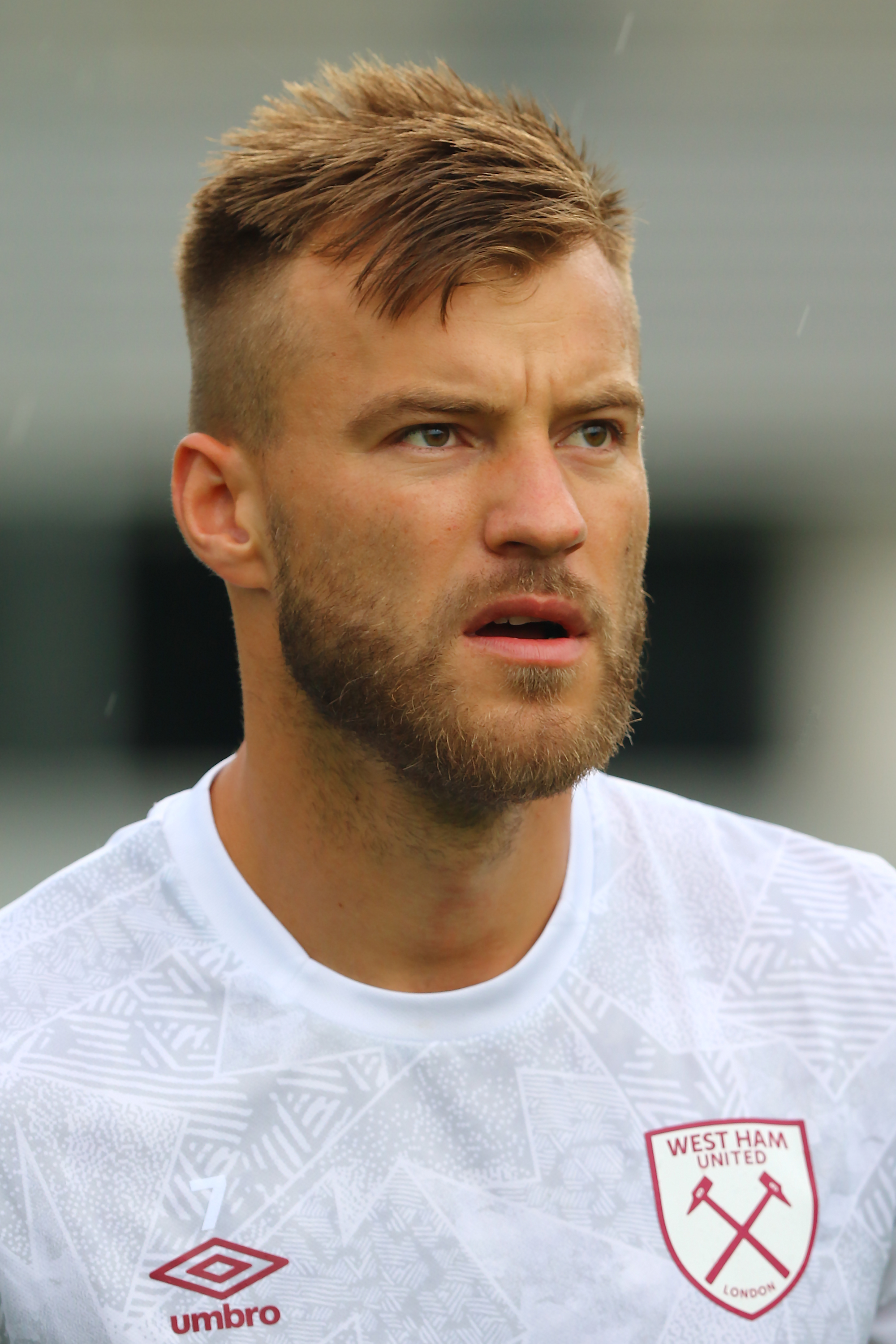
Ярмоленко в составе «Вест Хэм Юнайтед»

11 июля 2018 года стал игроком английского клуба «Вест Хэм Юнайтед», перейдя из дортмундской «Боруссии» за 22 млн фунтов стерлингов, плюс 3 млн фунтов могут быть выплачены в виде бонусов. Подписал контракт на 4 года. Дебютировал 12 августа в матче против «Ливерпуля» (0:4), вышел на 67-й минуте вместо Марко Арнаутовича. 16 сентября забил первые голы за клуб, оформив дубль в матче с «Эвертоном»: на 11-й минуте с паса Арнаутовича и на 31-й минуте ударом с линии штрафной, сделав счет 2:0 в пользу своего клуба, матч закончился со счетом 3:1. 20 октября в матче 9-го тура Премьер-лиги против «Тоттенхэма» получил травму ахиллового сухожилия и выбыл из строя до конца сезона 2018/19.
Ярмоленко вернулся в основной состав на старте сезона 2019/20. 31 августа 2019 года он забил свой первый гол с момента возвращения после травмы, удвоив преимущество «Вест Хэма» в матче с «Норвич Сити» (2:0). 22 сентября 2019 года он снова отметился голом в победном домашнем матче против «Манчестер Юнайтед» (2:0). В декабре 2019 года Ярмоленко порвал приводящую мышцу. Он вернулся к тренировкам в мае 2020 года, а 1 июля 2020 года, во второй раз с 2019 года, забил победный гол против «Челси» (3-2). 22 сентября 2020 года в матче Кубка Футбольной лиги против «Халл Сити» забил два гола и отдал две голевые передачи, получив оценку за матч 10 из 10 по версии WhoScored.
25 ноября 2021 года Ярмоленко стал одним из лучших игроков матча с венским «Рапидом» (2:0) в Лиге Европы по версии WhoScored, отличившись забитым голом и заработав пенальти. После вторжения России на Украину в феврале 2022 года Дэвид Мойес дал Ярмоленко отпуск. Он впервые вернулся на поле 13 марта в матче против «Астон Виллы», заменив травмированного Майкла Антонио и отметился голом, который помог «Вест Хэму» добыть победу (2:1). Во время празднования гола, Ярмоленко стал на колени, поднял руки к небесам и заплакал. Этот гол он посвятил всем украинцам, которые защищают страну и которые пострадали от вторжения России. 18 марта 2022 года в матче 1/8 финала Лиги Европы против «Севильи» отметился победным голом в овертайме, который также стал для Ярмоленко 200-м в карьере. 27 мая 2022 года «Вест Хэм Юнайтед» объявил о завершении сотрудничества с футболистом.

### «Аль-Айн»
В июле 2022 года футболист подписал однолетний контракт с клубом «Аль-Айн» из Объединённых Арабских Эмиратов, возглавляемый Сергеем Ребровым.

### «Динамо» (Киев)
27 июня 2023 Андрей Ярмоленко вернулся в футбольный клуб «Динамо» (Киев), заключив контракт сроком на 2 года. 4 августа 2023 года в матче против «Оболони», забил свой 100-й гол в матчах украинской Премьер-лиги, который стал дебютным по возвращении в киевский клуб. 21 января 2025 года в матче Лиги Европы против «Галатасарая», Ярмоленко в возрасте 35 лет, отметился своим первым дублем в еврокубках (3:3), а также стал самым возрастным игроком, забивавшим за «Динамо» в еврокубковых матчах.

## Карьера в сборной
В составе сборной Украины дебютировал 6 сентября 2009 года в отборочном матче чемпионата мира 2010 года против сборной Андорры, и уже на 18-й минуте отметился голом; матч окончился со счётом 5:0.

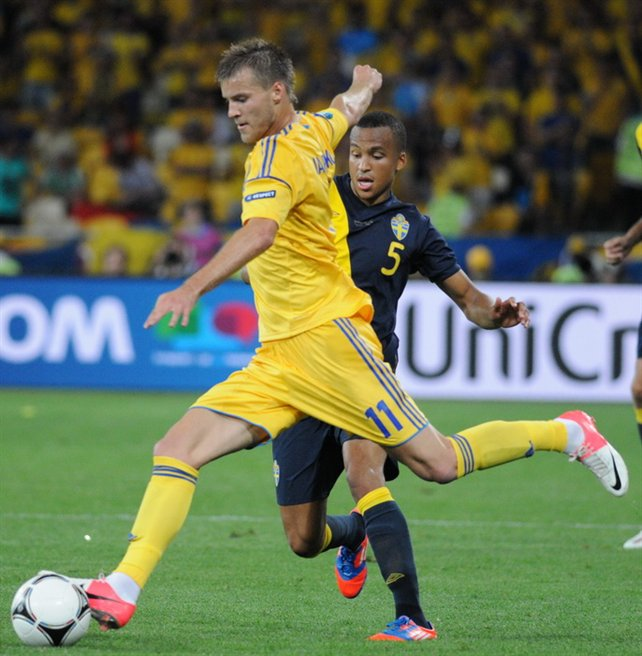
Ярмоленко в матче против сборной Швеции на Евро-2012

2 сентября 2011 года забил самый быстрый гол в истории национальной сборной на 15-й секунде встречи.
Летом 2012 года принял участие в финальной части домашнего чемпионата Европы по футболу, где 11 июня 2012 года в матче со сборной Швеции, выигранного украинцами 2:1, отметился результативным пасом на Андрея Шевченко.
13 октября 2014 года в отборочном матче чемпионата Европы 2016 года против сборной Македонии, выигранного 1:0, отдал результативный пас полузащитнику Сергею Сидорчуку и стал лучшим ассистентом в истории сборной Украины. В активе Ярмоленко 13 передач, и по этому показателю он обошёл Андрея Воронина и Андрея Шевченко. 15 ноября 2014 года в матче с Люксембургом оформил хет-трик и вышел на второе место в списке бомбардиров сборной.
Участник чемпионата Европы по футболу 2016 года. Принял участие во всех трёх матчах сборной Украины на турнире.
3 сентября 2020 в матче против сборной Швейцарии, забив первый гол в ворота соперника, стал лучшим футболистом сборной Украины по показателю «гол + результативная передача»: 38 голов и 20 результативных передач.

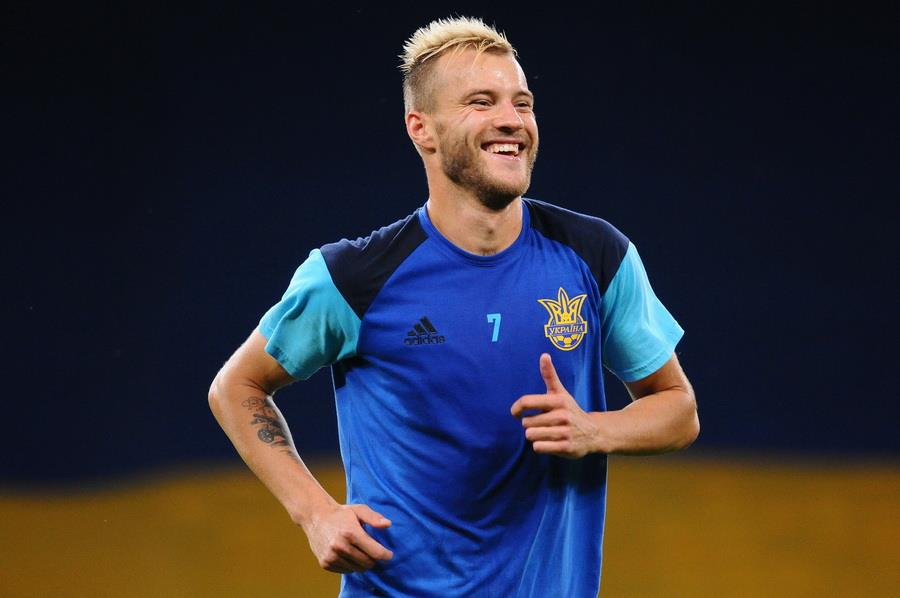
В составе сборной в 2016 году

1 июня 2021 года был включен в официальную заявку сборной Украины главным тренером Андреем Шевченко для участия в матчах чемпионата Европы 2020 года. 3 июня 2021 года сыграл в товарищеском матче против сборной Северной Ирландии (1:0), который стал для Ярмоленко 93-м в составе сборной, таким образом он вышел на 6-е место в общем гвардейском реестре сборной Украины, обойдя Александра Шовковского (92 матча). 7 июня 2021 года отметился дублем в товарищеском матче против сборной Кипра, забив свои 39-й и 40-й голы за сборную. 13 июня 2021 года забил свой первый гол в финальных стадиях чемпионатов Европы в стартовом матче сборной Украины на турнире против сборной Нидерландов (2:3), отличившись на 75-й минуте игры. Он стал вторым украинским футболистом после Андрея Шевченко, забившим гол в финальной стадии чемпионатов Европы, также этот мяч стал первым для сборной Украины на чемпионате Европы 2020 года. Всего, сыграв пять матчей на турнире, на счету Ярмоленко два забитых мяча и две результативные передачи.
1 сентября 2021 года матч отборочного турнира чемпионата мира 2022 года против сборной Казахстана (2:2) стал для Ярмоленко юбилейным, 100-м в составе национальной команды. Он стал четвёртым игроком сборной, который достиг этого гвардейского рубежа.
5 июня 2022 года в матче плей-офф отборочного турнира в зоне УЕФА «Уэльс — Украина» Андрей Ярмоленко неудачно сыграл головой, срезав мяч в собственные ворота после штрафного удара в исполнении Гарета Бэйла. Данный автогол оказался единственным в матче, и вывел сборную Уэльса в финальную часть чемпионата 2022 года.
27 сентября 2022 года сыграл свой 112-й матч за сборную Украины против Шотландии в рамках Лиги наций УЕФА 2022/23, и таким образом обошёл Андрея Шевченко (111 игр), выйдя на первое место в исторической таблице гвардейцев сборной Украины.
Участник чемпионата Европы по футболу 2024 года. Принял участие во всех трёх матчах сборной Украины на турнире.

## Стиль игры
Ярмоленко — футболист атакующего плана. Может играть на позиции нападающего, либо флангового полузащитника. Рабочая нога левая, в полузащите больше играет на правом фланге. По ходу матча часто меняется позициями с полузащитником на противоположном фланге. Тренеры отмечают большой объём работы выполняемый им на поле.

## Личная жизнь

### Семья
Супруга Инна по образованию — специалист по международным отношениям и дипломатии, работает директором американского благотворительного фонда. Четыре года жили в незарегистрированном браке. Официально оформили брак в октябре, торжественная церемония состоялась по окончании футбольного сезона, 16 декабря 2011 года. Трое сыновей: Иван (род. 22 мая 2013 года), Даниил (род. 13 сентября 2015 года) и Максим (род. 25 октября 2020 года).

### Общественная позиция
В феврале 2022 года, после вторжения России на Украину, Ярмоленко передал 75 000 фунтов стерлингов Вооружённым силам Украины.

## Популярность и признание
В октябре 2020 года на фасаде ДЮСШ «Юность» в Чернигове (проспект Победы, 110), в которой воспитывался Андрей Ярмоленко, был нарисован мурал с его изображением размером 4,3 м × 6,5 м (художник Дмитрий Адерихо).
22 октября 2021 года решением Черниговского облсовета Андрею присвоено звание «Почётный гражданин Черниговской области» «за многолетнюю спортивную и общественную деятельность, весомый личный вклад в развитие физической культуры и спорта, способствовавшие подъёму роли и авторитета Черниговской области в Украине и на международной арене».

## Достижения

### Командные
«Динамо» (Киев)

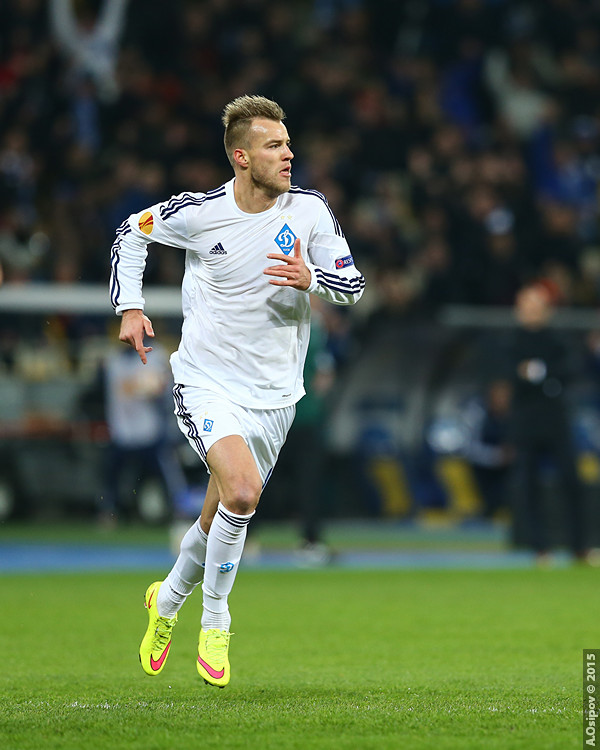
Ярмоленко в составе «Динамо»

- Чемпион Украины (4): 2008/09, 2014/15, 2015/16, 2024/25
- Серебряный призёр чемпионата Украины (5): 2007/08, 2009/10, 2010/11, 2011/12, 2016/17, 2023/24
- Бронзовый призёр чемпионата Украины: 2012/13
- Обладатель Кубка Украины (2): 2013/14, 2014/15
- Финалист Кубка Украины (2): 2010/11, 2016/17
- Обладатель Суперкубка Украины (3): 2009, 2011, 2016

### Личные
- Лучший молодой футболист Украины: 2011
- Футболист года в чемпионате Украины (2): 2011, 2014
- Футболист года в Украине (4): 2013, 2014, 2015, 2017
- Лучший игрок чемпионата Украины в сезоне (2): 2014/15[58] , 2015/16[59]
- Лучший бомбардир Чемпионата Украины: 2016/17
- Член бомбардирского Клуба имени Олега Блохина: 221 забитый мяч
- Член бомбардирского Клуба имени Тимерлана Гусейнова: 182 забитых мяча[60]
- Член бомбардирского Клуба Сергея Реброва: 101 забитый мяч
- Автор самого красивого гола на Украине: 2014[61]
- Спортсмен года на Украине: 2015[62]
- Отличие «Именное огнестрельное оружие»: 2015[63]

### Рекорды
- Рекордсмен чемпионатов Украины по количеству победных мячей: 40 голов[64]
- Рекордсмен сборной Украины по количеству сыгранных матчей: 116 игр[5]
- Лучший ассистент в истории сборной Украины: 17 голевых передач[65]

## Статистика выступлений

### Клубная статистика[66]
| Клуб                | Сезон            | Чемпионат | Чемпионат | Кубок | Кубок | Еврокубки | Еврокубки | Суперкубок | Суперкубок | Итого | Итого |
| Клуб                | Сезон            | Игры      | Голы      | Игры  | Голы  | Игры      | Голы      | Игры       | Голы       | Игры  | Голы  |
| ------------------- | ---------------- | --------- | --------- | ----- | ----- | --------- | --------- | ---------- | ---------- | ----- | ----- |
| Десна (Чернигов)    | 2006/07          | 9         | 4         | 1     | 0     | —         | —         | —          | —          | 10    | 4     |
| Динамо (Киев)       | 2007/08          | 1         | 1         | 0     | 0     | 0         | 0         | 0          | 0          | 1     | 1     |
| Динамо (Киев)       | 2008/09          | 10        | 0         | 3     | 5     | 0         | 0         | 1          | 0          | 14    | 5     |
| Динамо (Киев)       | 2009/10          | 28        | 7         | 2     | 0     | 6         | 0         | 1          | 0          | 37    | 7     |
| Динамо (Киев)       | 2010/11          | 26        | 11        | 5     | 1     | 16        | 4         | —          | —          | 47    | 16    |
| Динамо (Киев)       | 2011/12          | 28        | 12        | 1     | 1     | 10        | 0         | 1          | 0          | 40    | 13    |
| Динамо (Киев)       | 2012/13          | 27        | 11        | 1     | 0     | 12        | 2         | —          | —          | 40    | 13    |
| Динамо (Киев)       | 2013/14          | 26        | 12        | 4     | 4     | 9         | 5         | —          | —          | 39    | 21    |
| Динамо (Киев)       | 2014/15          | 26        | 14        | 5     | 1     | 11        | 4         | 1          | 0          | 43    | 19    |
| Динамо (Киев)       | 2015/16          | 23        | 13        | 3     | 4     | 7         | 2         | 1          | 0          | 34    | 19    |
| Динамо (Киев)       | 2016/17          | 28        | 15        | 3     | 3     | 5         | 1         | 0          | 0          | 35    | 19    |
| Динамо (Киев)       | 2017/18          | 5         | 3         | —     | —     | 4         | 1         | 1          | 0          | 9     | 4     |
| Динамо (Киев)       | Итого            | 228       | 99        | 27    | 19    | 80        | 19        | 6          | 0          | 340   | 137   |
| Боруссия (Дортмунд) | 2017/18          | 18        | 3         | 2     | 2     | 6         | 1         | —          | —          | 26    | 6     |
|                     | Итого            | 18        | 3         | 2     | 2     | 6         | 1         | —          | —          | 26    | 6     |
| Вест Хэм Юнайтед    | 2018/19          | 9         | 2         | 1     | 0     | —         | —         | —          | —          | 10    | 2     |
| Вест Хэм Юнайтед    | 2019/20          | 23        | 5         | —     | —     | —         | —         | —          | —          | 23    | 5     |
| Вест Хэм Юнайтед    | 2020/21          | 15        | 0         | 6     | 3     | —         | —         | —          | —          | 21    | 3     |
| Вест Хэм Юнайтед    | 2021/22          | 19        | 1         | 5     | 0     | 8         | 2         | —          | —          | 32    | 3     |
| Вест Хэм Юнайтед    | Итого            | 66        | 8         | 12    | 3     | 8         | 2         | —          | —          | 86    | 13    |
| Всего за карьеру    | Всего за карьеру | 321       | 114       | 42    | 24    | 94        | 22        | 6          | 0          | 461   | 160   |

### Статистика игр за национальную сборную
| Сборная          | Сезон            | Товарищеские | Товарищеские | Турниры | Турниры | Всего | Всего |
| Сборная          | Сезон            | Игры         | Голы         | Игры    | Голы    | Игры  | Голы  |
| ---------------- | ---------------- | ------------ | ------------ | ------- | ------- | ----- | ----- |
| Украина          | 2009             | 0            | 0            | 6       | 2       | 6     | 2     |
| Украина          | 2010             | 2            | 1            | 0       | 0       | 2     | 1     |
| Украина          | 2011             | 9            | 3            | 0       | 0       | 9     | 3     |
| Украина          | 2012             | 4            | 2            | 6       | 0       | 10    | 2     |
| Украина          | 2013             | 2            | 1            | 9       | 5       | 11    | 6     |
| Украина          | 2014             | 4            | 1            | 4       | 3       | 8     | 4     |
| Украина          | 2015             | 1            | 1            | 8       | 3       | 9     | 4     |
| Украина          | 2016             | 5            | 4            | 7       | 3       | 12    | 7     |
| Украина          | 2017             | 2            | 1            | 6       | 3       | 8     | 4     |
| Украина          | 2018             | 2            | 2            | 3       | 1       | 5     | 3     |
| Украина          | 2019             | 2            | 0            | 4       | 1       | 6     | 1     |
| Украина          | 2020             | 2            | 0            | 4       | 1       | 6     | 1     |
| Украина          | 2021             | 4            | 2            | 10      | 4       | 14    | 6     |
|                  | 2022             | 0            | 0            | 6       | 1       | 6     | 1     |
| Всего за карьеру | Всего за карьеру | 39           | 18           | 73      | 27      | 112   | 45    |

### Матчи и голы за сборную
| Матчи и голы Ярмоленко за сборную Украины | Матчи и голы Ярмоленко за сборную Украины | Матчи и голы Ярмоленко за сборную Украины | Матчи и голы Ярмоленко за сборную Украины | Матчи и голы Ярмоленко за сборную Украины | Матчи и голы Ярмоленко за сборную Украины |
| №                                         | Дата                                      | Оппонент                                  | Счёт                                      | Голы                                      | Соревнование                              |
| ----------------------------------------- | ----------------------------------------- | ----------------------------------------- | ----------------------------------------- | ----------------------------------------- | ----------------------------------------- |
| 1                                         | 5 сентября 2009                           | Андорра                                   | 5:0                                       | 1                                         | Отборочные матчи ЧМ-2010                  |
| 2                                         | 9 сентября 2009                           | Белоруссия                                | 0:0                                       | -                                         | Отборочные матчи ЧМ-2010                  |
| 3                                         | 10 октября 2009                           | Англия                                    | 1:0                                       | -                                         | Отборочные матчи ЧМ-2010                  |
| 4                                         | 14 октября 2009                           | Андорра                                   | 6:0                                       | 1                                         | Отборочные матчи ЧМ-2010                  |
| 5                                         | 14 октября 2009                           | Греция                                    | 0:0                                       | -                                         | Отборочные матчи ЧМ-2010                  |
| 6                                         | 18 октября 2009                           | Греция                                    | 0:1                                       | -                                         | Отборочные матчи ЧМ-2010                  |
| 7                                         | 2 июня 2010                               | Норвегия                                  | 1:0                                       | -                                         | Товарищеский матч                         |
| 8                                         | 17 ноября 2010                            | Швейцария                                 | 2:2                                       | 1                                         | Товарищеский матч                         |
| 9                                         | 8 февраля 2011                            | Румыния                                   | 2:2                                       | -                                         | Товарищеский матч                         |
| 10                                        | 9 февраля 2011                            | Швеция                                    | 1:1                                       | -                                         | Товарищеский матч                         |
| 11                                        | 29 марта 2011                             | Италия                                    | 0:2                                       | -                                         | Товарищеский матч                         |
| 12                                        | 2 сентября 2011                           | Уругвай                                   | 2:3                                       | 1                                         | Товарищеский матч                         |
| 13                                        | 6 сентября 2011                           | Чехия                                     | 0:4                                       | -                                         | Товарищеский матч                         |
| 14                                        | 7 октября 2011                            | Болгария                                  | 3:0                                       | 1                                         | Товарищеский матч                         |
| 15                                        | 11 октября 2011                           | Эстония                                   | 2:0                                       | -                                         | Товарищеский матч                         |
| 16                                        | 11 ноября 2011                            | Германия                                  | 3:3                                       | 1                                         | Товарищеский матч                         |
| 17                                        | 15 ноября 2011                            | Австрия                                   | 2:1                                       | -                                         | Товарищеский матч                         |
| 18                                        | 29 февраля 2012                           | Израиль                                   | 3:2                                       | 1                                         | Товарищеский матч                         |
| 19                                        | 28 мая 2012                               | Эстония                                   | 4:0                                       | 1                                         | Товарищеский матч                         |
| 20                                        | 1 июня 2012                               | Австрия                                   | 2:3                                       | -                                         | Товарищеский матч                         |
| 21                                        | 11 июня 2012                              | Швеция                                    | 2:1                                       | -                                         | Финальные матчи ЧЕ-2012                   |
| 22                                        | 15 июня 2012                              | Франция                                   | 0:2                                       | -                                         | Финальные матчи ЧЕ-2012                   |
| 23                                        | 19 июня 2012                              | Англия                                    | 0:1                                       | -                                         | Финальные матчи ЧЕ-2012                   |
| 24                                        | 15 августа 2012                           | Чехия                                     | 0:0                                       | -                                         | Товарищеский матч                         |
| 25                                        | 11 сентября 2012                          | Англия                                    | 1:1                                       | -                                         | Отборочные матчи ЧМ-2014                  |
| 26                                        | 13 октября 2012                           | Молдавия                                  | 0:0                                       | -                                         | Отборочные матчи ЧМ-2014                  |
| 27                                        | 16 октября 2012                           | Черногория                                | 0:1                                       | -                                         | Отборочные матчи ЧМ-2014                  |
| 28                                        | 6 февраля 2013                            | Норвегия                                  | 2:0                                       | 1                                         | Товарищеский матч                         |
| 29                                        | 22 марта 2013                             | Польша                                    | 3:1                                       | 1                                         | Отборочные матчи ЧМ-2014                  |
| 30                                        | 26 марта 2013                             | Молдавия                                  | 2:1                                       | 1                                         | Отборочные матчи ЧМ-2014                  |
| 31                                        | 2 июня 2013                               | Камерун                                   | 0:0                                       | -                                         | Товарищеский матч                         |
| 32                                        | 7 июня 2013                               | Черногория                                | 4:0                                       | -                                         | Отборочные матчи ЧМ-2014                  |
| 33                                        | 6 сентября 2013                           | Сан-Марино                                | 9:0                                       | -                                         | Отборочные матчи ЧМ-2014                  |
| 34                                        | 10 сентября 2013                          | Англия                                    | 0:0                                       | -                                         | Отборочные матчи ЧМ-2014                  |
| 35                                        | 11 октября 2013                           | Польша                                    | 1:0                                       | 1                                         | Отборочные матчи ЧМ-2014                  |
| 36                                        | 15 октября 2013                           | Сан-Марино                                | 8:0                                       | 1                                         | Отборочные матчи ЧМ-2014                  |
| 37                                        | 15 ноября 2013                            | Франция                                   | 2:0                                       | 1                                         | Отборочные матчи ЧМ-2014                  |
| 38                                        | 19 ноября 2013                            | Франция                                   | 0:3                                       | -                                         | Отборочные матчи ЧМ-2014                  |
| 39                                        | 5 марта 2014                              | США                                       | 2:0                                       | 1                                         | Товарищеский матч                         |
| 40                                        | 22 мая 2014                               | Нигер                                     | 2:1                                       | -                                         | Товарищеский матч                         |
| 41                                        | 3 сентября 2014                           | Молдавия                                  | 1:0                                       | -                                         | Товарищеский матч                         |
| 42                                        | 8 сентября 2014                           | Словакия                                  | 0:1                                       | -                                         | Отборочные матчи ЧЕ-2016                  |
| 43                                        | 9 октября 2014                            | Белоруссия                                | 2:0                                       | -                                         | Отборочные матчи ЧЕ-2016                  |
| 44                                        | 12 октября 2014                           | Македония                                 | 1:0                                       | -                                         | Отборочные матчи ЧЕ-2016                  |
| 45                                        | 15 ноября 2014                            | Люксембург                                | 3:0                                       | 3                                         | Отборочные матчи ЧЕ-2016                  |
| 46                                        | 18 ноября 2014                            | Литва                                     | 0:0                                       | -                                         | Товарищеский матч                         |
| 47                                        | 27 марта 2015                             | Испания                                   | 0:1                                       | -                                         | Отборочные матчи ЧЕ-2016                  |
| 48                                        | 31 марта 2015                             | Латвия                                    | 1:1                                       | 1                                         | Товарищеский матч                         |
| 49                                        | 15 июня 2015                              | Люксембург                                | 3:0                                       | -                                         | Отборочные матчи ЧЕ-2016                  |
| 50                                        | 5 сентября 2015                           | Белоруссия                                | 3:1                                       | 1                                         | Отборочные матчи ЧЕ-2016                  |
| 51                                        | 8 сентября 2015                           | Словакия                                  | 0:0                                       | -                                         | Отборочные матчи ЧЕ-2016                  |
| 52                                        | 9 октября 2015                            | Македония                                 | 2:0                                       | -                                         | Отборочные матчи ЧЕ-2016                  |
| 53                                        | 12 октября 2015                           | Испания                                   | 0:1                                       | -                                         | Отборочные матчи ЧЕ-2016                  |
| 54                                        | 14 ноября 2015                            | Словения                                  | 2:0                                       | 1                                         | Отборочные матчи ЧЕ-2016                  |
| 55                                        | 17 ноября 2015                            | Словения                                  | 1:1                                       | 1                                         | Отборочные матчи ЧЕ-2016                  |
| 56                                        | 24 марта 2016                             | Кипр                                      | 1:0                                       | -                                         | Товарищеский матч                         |
| 57                                        | 28 марта 2016                             | Уэльс                                     | 1:0                                       | 1                                         | Товарищеский матч                         |
| 58                                        | 29 мая 2016                               | Румыния                                   | 4:3                                       | 1                                         | Товарищеский матч                         |
| 59                                        | 03 июня 2016                              | Албания                                   | 3:1                                       | 1                                         | Товарищеский матч                         |
| 60                                        | 12 июня 2016                              | Германия                                  | 0:2                                       | -                                         | Финальные матчи ЧЕ-2016                   |
| 61                                        | 16 июня 2016                              | Северная Ирландии                         | 0:2                                       | -                                         | Финальные матчи ЧЕ-2016                   |
| 62                                        | 21 июня 2016                              | Польша                                    | 0:1                                       | -                                         | Финальные матчи ЧЕ-2016                   |
| 63                                        | 5 сентября 2016                           | Исландия                                  | 1:1                                       | 1                                         | Отборочные матчи ЧМ-2018                  |
| 64                                        | 6 октября 2016                            | Турция                                    | 2:2                                       | 1                                         | Отборочные матчи ЧМ-2018                  |
| 65                                        | 9 октября 2016                            | Косово                                    | 3:0                                       | 1                                         | Отборочные матчи ЧМ-2018                  |
| 66                                        | 12 ноября 2016                            | Финляндия                                 | 1:0                                       | -                                         | Отборочные матчи ЧМ-2018                  |
| 67                                        | 15 ноября 2016                            | Сербия                                    | 2:0                                       | 1                                         | Товарищеский матч                         |
| 68                                        | 24 марта 2017                             | Хорватия                                  | 0:1                                       | -                                         | Отборочные матчи ЧМ-2018                  |
| 69*                                       | 6 июня 2017                               | Мальта                                    | 0:1                                       | -                                         | Товарищеский матч                         |
| 70                                        | 11 июня 2017                              | Финляндия                                 | 2:1                                       | -                                         | Отборочные матчи ЧМ-2018                  |
| 71                                        | 2 сентября 2017                           | Турция                                    | 2:0                                       | 2                                         | Отборочные матчи ЧМ-2018                  |
| 72                                        | 5 сентября 2017                           | Исландия                                  | 0:2                                       | -                                         | Отборочные матчи ЧМ-2018                  |
| 73                                        | 6 октября 2017                            | Косово                                    | 2:0                                       | 1                                         | Отборочные матчи ЧМ-2018                  |
| 74                                        | 9 октября 2017                            | Хорватия                                  | 0:2                                       | -                                         | Отборочные матчи ЧМ-2018                  |
| 75                                        | 10 ноября 2017                            | Словакия                                  | 2:1                                       | 1                                         | Товарищеский матч                         |
| 76                                        | 31 мая 2018                               | Марокко                                   | 0:0                                       | -                                         | Товарищеский матч                         |
| 77                                        | 3 июня 2018                               | Албания                                   | 4:1                                       | 2                                         | Товарищеский матч                         |
| 78                                        | 6 сентября 2018                           | Чехия                                     | 2:1                                       | -                                         | Лига наций УЕФА 2018/2019                 |
| 79                                        | 9 сентября 2018                           | Словакия                                  | 1:0                                       | 1                                         | Лига наций УЕФА 2018/2019                 |
| 80                                        | 16 октября 2018                           | Чехия                                     | 1:0                                       | -                                         | Лига наций УЕФА 2018/2019                 |
| 81                                        | 7 сентября 2019                           | Литва                                     | 3:0                                       | -                                         | Отборочные матчи ЧЕ-2020                  |
| 82                                        | 10 сентября 2019                          | Нигерия                                   | 2:2                                       | -                                         | Товарищеский матч                         |
| 83                                        | 11 октября 2019                           | Литва                                     | 2:0                                       | -                                         | Отборочные матчи ЧЕ-2020                  |
| 84                                        | 14 октября 2019                           | Португалия                                | 2:1                                       | 1                                         | Отборочные матчи ЧЕ-2020                  |
| 85                                        | 14 ноября 2019                            | Эстония                                   | 1:0                                       | -                                         | Товарищеский матч                         |
| 86                                        | 17 ноября 2019                            | Сербия                                    | 2:2                                       | -                                         | Отборочные матчи ЧЕ-2020                  |
| 87                                        | 3 сентября 2020                           | Швейцария                                 | 2:1                                       | 1                                         | Лига наций УЕФА 2020/2021                 |
| 88                                        | 6 сентября 2020                           | Испания                                   | 0:4                                       | -                                         | Лига наций УЕФА 2020/2021                 |
| 89                                        | 7 октября 2020                            | Франция                                   | 1:7                                       | -                                         | Товарищеский матч                         |
| 90                                        | 10 октября 2020                           | Германия                                  | 1:2                                       | -                                         | Лига наций УЕФА 2020/2021                 |
| 91                                        | 13 октября 2020                           | Испания                                   | 1:0                                       | -                                         | Лига наций УЕФА 2020/2021                 |
| 92                                        | 11 ноября 2020                            | Польша                                    | 0:2                                       | -                                         | Товарищеский матч                         |
| 93                                        | 3 июня 2021                               | Северная Ирландия                         | 1:0                                       | -                                         | Товарищеский матч                         |
| 94                                        | 7 июня 2021                               | Кипр                                      | 4:0                                       | 2                                         | Товарищеский матч                         |
| 95                                        | 13 июня 2021                              | Нидерланды                                | 2:3                                       | 1                                         | Финальные матчи ЧЕ-2020                   |
| 96                                        | 17 июня 2021                              | Северная Македония                        | 2:1                                       | 1                                         | Финальные матчи ЧЕ-2020                   |
| 97                                        | 21 июня 2021                              | Австрия                                   | 0:1                                       | -                                         | Финальные матчи ЧЕ-2020                   |
| 98                                        | 29 июня 2021                              | Швеция                                    | 2:1                                       | -                                         | Финальные матчи ЧЕ-2020                   |
| 99                                        | 3 июля 2021                               | Англия                                    | 0:4                                       | -                                         | Финальные матчи ЧЕ-2020                   |
| 100                                       | 1 сентября 2021                           | Казахстан                                 | 2:2                                       | -                                         | Отборочные матчи ЧМ-2022                  |
| 101                                       | 4 сентября 2021                           | Франция                                   | 1:1                                       | -                                         |                                           |

Итого: 112 матчей / 45 голов; 57 побед, 27 ничьих, 28 поражений. 

* — с учётом товарищеского матча Украина—Мальта (6 июня 2017), который ФИФА признал неофициальным.